# Härtsfeldhausen
Härtsfeldhausen ist ein Teilort von Flochberg, einem Stadtteil von Bopfingen.

## Lage und Verkehrsanbindung
Härtsfeldhausen liegt südöstlich des Stadtkerns von Bopfingen und südlich von Flochberg und ist mit den Kreisstraßen K 3316 und K 3296 an den Verkehr angebunden.
Der Weiler liegt auf einer Hochfläche der Schwäbischen Alb, dem Härtsfeld, nach der der Ort auch benannt ist.

## Geschichte
Härtsfeldhausen wurde das erste Mal 1278 als Hertveldhusen erwähnt. Der Ort gehörte den von Hürnheim, ein Konrad von Hürnheim hatte zwischen 1310 und 1317 einen Sitz im Ort. Später waren die Schenken von Schenkenstein Hauptbesitzer.
1872 hatte Herdtfeldhausen 123 Einwohner.